# World Rugby Jugador del Año
El World Rugby Jugador del Año es un galardón anual otorgado por WR y reconoce a «el Mejor Rugbista del Mundo».
La premiación se realiza en el mes de noviembre y durante los Premios World Rugby, siendo la más importante de la ceremonia. El «Año» inicia con el Torneo de las Seis Naciones y finaliza con los partidos de prueba de fin de año.

## Votación

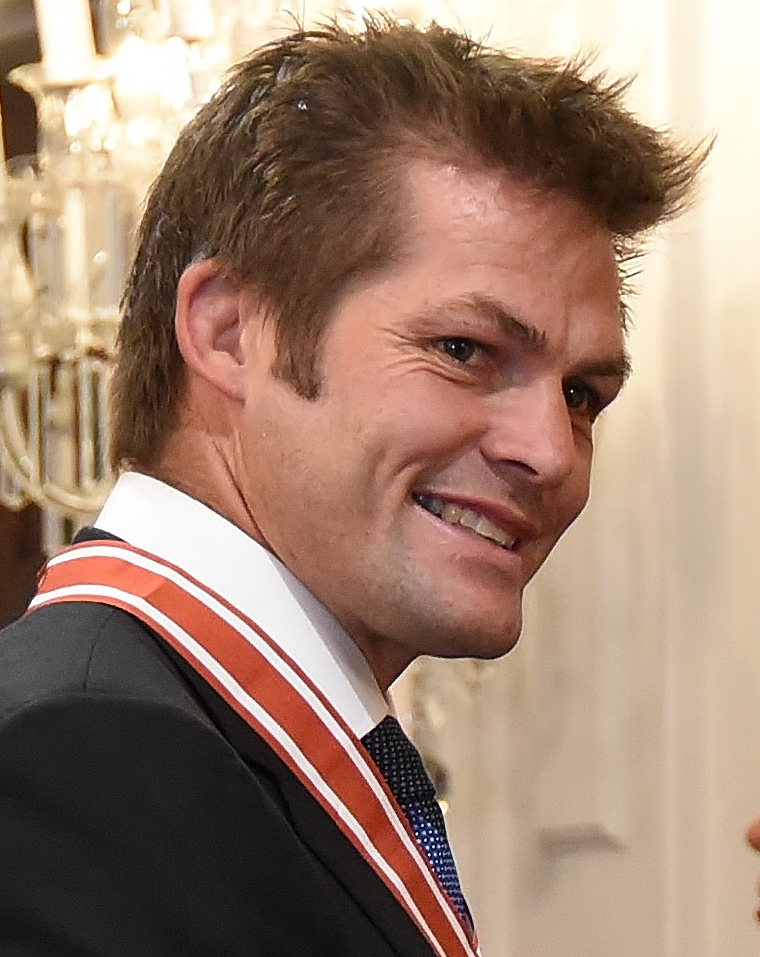
Richie McCaw fue nominado en 8 ocasiones y ganó 3 de ellas.

El premio se entrega para honrar «los logros de aquel involucrado en el más alto nivel del juego mundial en el campo» y el ganador recibe un trofeo de plata.
Existe un panel de expertos, constituido por entrenadores y exjugadores de ambos sexos, que selecciona una lista de cinco nominados por premio; los diez jugadores son sometidos a votación, el resultado es secreto, cualquier persona puede votar a través de Twitter y World Rugby se encarga del conteo. Los resultados se hacen públicos para todo el mundo, recién en la ceremonia de los Premios WR.
Ganar la Copa del Mundo es determinante casi totalmente, para la edición de ese año. Solo Thierry Dusautoir fue premiado sin haberla obtenido y había resultado subcampeón de Nueva Zelanda 2011.

### Panel
Desde 2017 el panel de votación está compuesto por: Agustín Pichot (Argentina), George Gregan (Australia), Fabien Galthié (Francia), Clive Woodward (Inglaterra), Brian O'Driscoll (Irlanda), Richie McCaw (Nueva Zelanda) y John Smit (Sudáfrica).

## Ganadores
Si no se indica la nacionalidad del club, es la misma del jugador.

### Años 2000
| Año  | Ganador          | Posición    | Club                 | Nominados                                                                           |
| ---- | ---------------- | ----------- | -------------------- | ----------------------------------------------------------------------------------- |
| 2001 | Keith Wood       | Hooker      | Harlequins FC        | George Gregan Brian O'Driscoll George Smith Jonny Wilkinson                         |
| 2002 | Fabien Galthié   | Medio scrum | Stade Français Paris | Richie McCaw Brian O'Driscoll Jason Robinson Joe van Niekerk                        |
| 2003 | Jonny Wilkinson  | Apertura    | Newcastle Falcons    | Imanol Harinordoquy Richie McCaw Steve Thompson Phil Waugh                          |
| 2004 | Schalk Burger    | Ala         | Stormers             | Serge Betsen Gordon D'Arcy Matt Giteau Marius Joubert                               |
| 2005 | Dan Carter       | Apertura    | Crusaders            | Bryan Habana Victor Matfield Richie McCaw Tana Umaga                                |
| 2006 | Richie McCaw     | Ala         | Crusaders            | Dan Carter Fourie du Preez Chris Latham Paul O'Connell                              |
| 2007 | Bryan Habana     | Wing        | Bulls                | Felipe Contepomi Juan Martín Hernández Yannick Jauzion Richie McCaw                 |
| 2008 | Shane Williams   | Wing        | Ospreys              | Mike Blair Dan Carter Ryan Jones Sergio Parisse                                     |
| 2009 | Richie McCaw (2) | Ala         | Crusaders            | Tom Croft Fourie du Preez Matt Giteau Jamie Heaslip Brian O'Driscoll François Steyn |

### Años 2010
| Año  | Ganador              | Posición      | Club             | Nominados                                                                              |
| ---- | -------------------- | ------------- | ---------------- | -------------------------------------------------------------------------------------- |
| 2010 | Richie McCaw (3)     | Ala           | Crusaders        | Kurtley Beale Imanol Harinordoquy Victor Matfield Mils Muliaina David Pocock           |
| 2011 | Thierry Dusautoir    | Ala           | Stade Toulousain | Will Genia Jerome Kaino Ma'a Nonu David Pocock Piri Weepu                              |
| 2012 | Dan Carter (2)       | Apertura      | Crusaders        | Israel Folau Michael Hooper Richie McCaw                                               |
| 2013 | Kieran Read          | Octavo        | Crusaders        | Eben Etzebeth Leigh Halfpenny Sergio Parisse Ben Smith                                 |
| 2014 | Brodie Retallick     | Segunda línea | Chiefs           | Willie le Roux Julian Savea Jonathan Sexton Duane Vermeulen                            |
| 2015 | Dan Carter (3)       | Apertura      | Racing 92        | Santiago Cordero Michael Hooper Alun Wyn Jones Greig Laidlaw David Pocock Julian Savea |
| 2016 | Beauden Barrett      | Apertura      | Hurricanes       | Dane Coles Owen Farrell Jamie Heaslip Maro Itoje Billy Vunipola                        |
| 2017 | Beauden Barrett (2)  | Apertura      | Hurricanes       | Owen Farrell Israel Folau Rieko Ioane Maro Itoje                                       |
| 2018 | Jonathan Sexton[1]   | Apertura      | Leinster Rugby   | Beauden Barrett Faf de Klerk Rieko Ioane Malcolm Marx                                  |
| 2019 | Pieter-Steph du Toit | Ala           | Stormers         | Tom Curry Cheslin Kolbe Ardie Savea Joe Taufete'e                                      |

### Años 2020
| Año  | Ganador              | Posición    | Club             | Nominados                                |
| ---- | -------------------- | ----------- | ---------------- | ---------------------------------------- |
| 2021 | Antoine Dupont       | Medio scrum | Stade Toulousain | Michael Hooper Maro Itoje Samu Kerevi    |
| 2022 | Josh van der Flier   | Ala         | Leinster Rugby   | Lukhanyo Am Antoine Dupont Johnny Sexton |
| 2023 | Ardie Savea          | Número 8    | Hurricanes       | Eben Etzebeth Antoine Dupont Bundee Aki  |
| 2024 | Pieter-Steph du Toit | Ala         | Toyota Verblitz  | Caelan Doris Eben Etzebeth Cheslin Kolbe |

## Estadísticas
En total (hasta finalizada la edición de 2019), 70 jugadores fueron alguna vez nominados y solo 22 lo ganaron. El hemisferio sur domina con 14 premiados, contra los 8 del norte: todos europeos.
| Posición      | Número |
| ------------- | ------ |
| Apertura      | 7      |
| Ala           | 7      |
| Wing          | 2      |
| Medio scrum   | 2      |
| Número 8      | 2      |
| Hooker        | 1      |
| Segunda línea | 1      |

| Nación        | Número |
| ------------- | ------ |
| Nueva Zelanda | 11     |
| Sudáfrica     | 3      |
| Francia       | 3      |
| Irlanda       | 3      |
| Inglaterra    | 1      |
| Gales         | 1      |

| Nación         | Número |
| -------------- | ------ |
| Nueva Zelanda  | 31     |
| Sudáfrica      | 19     |
| Australia      | 15     |
| Inglaterra     | 13     |
| Irlanda        | 13     |
| Francia        | 9      |
| Gales          | 5      |
| Argentina      | 2      |
| Italia         | 2      |
| Escocia        | 2      |
| Estados Unidos | 1      |